# Непля
Непля (пол. Niepla) — село в Польщі, у гміні Ясло Ясельського повіту Підкарпатського воєводства.
Населення — 578 осіб (2011).
У 1975-1998 роках село належало до Кросненського воєводства.

## Демографія
Демографічна структура станом на 31 березня 2011 року:
|          | Загалом | Допрацездатний вік | Працездатний вік | Постпрацездатний вік |
| -------- | ------- | ------------------ | ---------------- | -------------------- |
| Чоловіки | 285     | 55                 | 191              | 39                   |
| Жінки    | 293     | 57                 | 165              | 71                   |
| Разом    | 578     | 112                | 356              | 110                  |